# 1954年の野球
1954年の野球（1954ねんのやきゅう）では、1954年の野球界における動向をまとめる。

## 競技結果

### 日本プロ野球

#### ペナントレース
| 順位 | 球団             | 勝 | 敗 | 分 | 勝率 | 差   |
| 1位  | 中日ドラゴンズ   | 86 | 40 | 4  | .683 | 優勝 |
| 2位  | 読売ジャイアンツ | 82 | 47 | 1  | .636 | 5.5  |
| 3位  | 大阪タイガース   | 71 | 57 | 2  | .555 | 16.0 |
| 4位  | 広島カープ       | 56 | 69 | 5  | .448 | 29.5 |
| 5位  | 国鉄スワローズ   | 55 | 73 | 2  | .430 | 32.0 |
| 6位  | 洋松ロビンス     | 32 | 96 | 2  | .250 | 55.0 |

| 順位 | 球団             | 勝 | 敗 | 分 | 勝率 | 差   |
| 1位  | 西鉄ライオンズ   | 90 | 47 | 3  | .657 | 優勝 |
| 2位  | 南海ホークス     | 91 | 49 | 0  | .650 | 0.5  |
| 3位  | 毎日オリオンズ   | 79 | 57 | 4  | .581 | 10.5 |
| 4位  | 近鉄パールス     | 74 | 63 | 3  | .540 | 16.0 |
| 5位  | 阪急ブレーブス   | 66 | 70 | 4  | .485 | 23.5 |
| 6位  | 高橋ユニオンズ   | 53 | 84 | 3  | .387 | 37.0 |
| 7位  | 東映フライヤーズ | 52 | 86 | 2  | .377 | 38.5 |
| 8位  | 大映スターズ     | 43 | 92 | 5  | .319 | 46.0 |

#### 日本シリーズ
| 10月30日（土）                 | 第1戦  | 西鉄ライオンズ | 1 - 5  | 中日ドラゴンズ | 中日球場   |
| 10月31日（日）                 | 第2戦  | 西鉄ライオンズ | 0 - 5  | 中日ドラゴンズ | 中日球場   |
| 11月1日（月）                  | 移動日 | 移動日         | 移動日 | 移動日         | 移動日     |
| 11月2日（火）                  | 第3戦  | 中日ドラゴンズ | 0 - 5  | 西鉄ライオンズ | 平和台球場 |
| 11月3日（水）                  | 第4戦  | 中日ドラゴンズ | 0 - 3  | 西鉄ライオンズ | 平和台球場 |
| 11月4日（木）                  | 第5戦  | 中日ドラゴンズ | 3 - 2  | 西鉄ライオンズ | 平和台球場 |
| 11月5日（金）                  | 移動日 | 移動日         | 移動日 | 移動日         | 移動日     |
| 11月6日（土）                  | 第6戦  | 西鉄ライオンズ | 4 - 1  | 中日ドラゴンズ | 中日球場   |
| 11月7日（日）                  | 第7戦  | 西鉄ライオンズ | 0 - 1  | 中日ドラゴンズ | 中日球場   |
| 優勝：中日ドラゴンズ（初優勝） |        |                |        |                |            |

#### 個人タイトル
|                               | セントラル・リーグ | セントラル・リーグ | セントラル・リーグ | パシフィック・リーグ | パシフィック・リーグ | パシフィック・リーグ |
| タイトル                      | 選手               | 球団               | 成績               | 選手                 | 球団                 | 成績                 |
| ----------------------------- | ------------------ | ------------------ | ------------------ | -------------------- | -------------------- | -------------------- |
| 最優秀選手                    | 杉下茂             | 中日               |                    | 大下弘               | 西鉄                 |                      |
| 最優秀新人                    | 広岡達朗           | 巨人               |                    | 宅和本司             | 南海                 |                      |
| 沢村栄治賞(セ) 最優秀投手(パ) | 杉下茂             | 中日               |                    | 西村貞朗             | 西鉄                 |                      |
| 首位打者                      | 与那嶺要           | 巨人               | .361               | L.レインズ           | 阪急                 | .337                 |
| 最多本塁打                    | 青田昇             | 洋松               | 31本               | 中西太               | 西鉄                 | 31本                 |
| 最多打点                      | 杉山悟 渡辺博之    | 中日 大阪          | 91打点             | 山内和弘             | 毎日                 | 97打点               |
| 最多盗塁                      | 吉田義男           | 大阪               | 51盗塁             | 鈴木武               | 近鉄                 | 71盗塁               |
| 最多安打                      | 与那嶺要           | 巨人               | 172安打            | L.レインズ           | 阪急                 | 184安打              |
| 最高出塁率                    | 与那嶺要           | 巨人               | .441               | 山内和弘             | 毎日                 | .402                 |
| 最優秀防御率                  | 杉下茂             | 中日               | 1.39               | 宅和本司             | 南海                 | 1.58                 |
| 最多勝利                      | 杉下茂             | 中日               | 32勝               | 宅和本司 田中文雄    | 南海 近鉄            | 26勝                 |
| 最多奪三振                    | 杉下茂             | 中日               | 273奪三振          | 宅和本司             | 南海                 | 275奪三振            |
| 最高勝率                      | 杉下茂             | 中日               | .727               | 西村貞朗             | 西鉄                 | .815                 |

#### ベストナイン
|          | セントラル・リーグ | セントラル・リーグ | パシフィック・リーグ | パシフィック・リーグ |
| 守備位置 | 選手               | 球団               | 選手                 | 球団                 |
| -------- | ------------------ | ------------------ | -------------------- | -------------------- |
| 投手     | 杉下茂             | 中日               | 西村貞朗             | 西鉄                 |
| 捕手     | 広田順             | 巨人               | C.ルイス             | 毎日                 |
| 一塁手   | 西沢道夫           | 中日               | 川合幸三             | 阪急                 |
| 二塁手   | 箱田弘志           | 国鉄               | 森下正夫             | 南海                 |
| 三塁手   | 宇野光雄           | 国鉄               | 中西太               | 西鉄                 |
| 遊撃手   | 広岡達朗           | 巨人               | L.レインズ           | 阪急                 |
| 外野手   | 与那嶺要           | 巨人               | 大下弘               | 西鉄                 |
| 外野手   | 渡辺博之           | 大阪               | 関口清治             | 西鉄                 |
| 外野手   | 杉山悟             | 中日               | 山内和弘             | 毎日                 |

### 高校野球
- 第26回選抜高等学校野球大会優勝：飯田長姫（長野県）
- 第36回全国高等学校野球選手権大会優勝：中京商業（愛知県）

### 大学野球
- 第3回全日本大学野球選手権大会優勝：明治大
- 東京六大学野球連盟優勝 春：明治大、秋：早稲田大
- 東都大学野球連盟優勝 春：専修大、秋：日本大
- 関西六大学野球連盟優勝 春：立命館大、秋：関西学院大

### 社会人野球
- 第25回都市対抗野球大会優勝：八幡製鉄
- 第4回日本産業対抗野球大会優勝：大昭和製紙

### メジャーリーグ
- ワールドシリーズ
ニューヨーク・ジャイアンツ（ナ・リーグ） （4戦全勝） クリーブランド・インディアンス（ア・リーグ）

## できごと
- 東急フライヤーズが東急電鉄関連会社の東映に球団経営を委託し「東映フライヤーズ」となる。
- セ・リーグの観客動員数が初めて400万人を突破し、1試合あたりの平均観客動員数が初めて1万人を越える[2]。中日は初の観客動員100万人突破、前年の巨人に続く日本プロ野球史上2球団目[3]。
- セ・リーグ6球団の2軍リーグ戦となる新日本リーグが結成され、関西ファーム・リーグから大阪タイガースと中日ドラゴンズが脱退している。
- 全米女子プロ野球リーグはこの年のシーズンが最後となっており、最後の優勝チームはカラマズー・ラッシーズ。

### 1月
- 1月14日 - 名古屋ドラゴンズは社名を「中部日本野球協会」、球団名を「中日ドラゴンズ」とそれぞれ改称[4] 。これはそれまで共同出資・資本参加し、西暦奇数年に主導経営していた名古屋鉄道が1953年のシーズンを最後に資本解消したことに伴う。
- 1月30日 - 中日は株主総会で会長の干田憲三が辞任、後任に小山龍三が就任[4]。

### 2月
- 2月4日 - パシフィック・リーグに高橋ユニオンズの新規加盟が認められ、8チーム参加となる[5]。
- 2月5日 - 日本プロ野球コミッショナーの福井盛太は日本に勤務するアメリカ軍の兵士と選手契約することの自粛を要請[6]。

### 3月
- 3月21日 - 大阪タイガースの小山正明がオープン戦の対中日ドラゴンズ戦において、日本プロ野球初のオープン戦でのノーヒットノーランを達成[7]。
- 3月27日 - 高橋の球団初のシーズン公式戦の対阪急戦（阪急西宮球場）が行われ、3対5で高橋が敗れている[8]。

### 4月
- 4月7日 - 第26回選抜高等学校野球大会の決勝戦が阪神甲子園球場で行われ、長野県の長野県飯田長姫高等学校が福岡県の福岡県立小倉高等学校に1対0で勝利し、初優勝を達成[9]。
- 4月8日 - 西鉄は宇部での対大映3回戦に16-2で勝利し、開幕10連勝を記録[10]。
- 4月11日 - 西鉄は津市営球場での対近鉄ダブルヘッダー第1試合の2回戦に1-2で敗れ、開幕からの連勝が11で止まる[11]。
- 4月27日 -大洋は西京極球場での対巨人6回戦に9-8で逆転サヨナラ勝ちし、連敗を11で止める。9回裏、青田昇が3号逆転サヨナラ満塁本塁打を放つ[12]。

### 5月
- 5月16日 - 大洋は広島球場での対広島ダブルヘッダー第2試合の6回戦に5-0で勝利し、連敗を12で止める[13]。
- 5月20日 - 南海ホークスの飯田徳治が大阪球場での対大映スターズ8回戦で日本プロ野球通算1000安打を達成[14]。
- 5月22日 - 巨人の川上哲治が中日球場での対中日8回戦でプロ通算1000打点を達成[15]。
- 5月31日 - 南海は野村克也を支配下選手として登録[16]。

### 6月
- 6月2日 - 平和台球場における初のナイター試合西鉄ライオンズ対南海戦が行われ、1対0で西鉄が勝利している[17]。
- 6月8日 - 国鉄スワローズの金田正一が対洋松戦で日本プロ野球タイ記録の15奪三振と、7連続三振のセ・リーグ新記録を達成[18]。
- 6月12日 - 高橋の田村満は対西鉄戦（川崎球場）の8回に日本プロ野球最多の1イニング7与四球[19]。
- 6月13日 - 川崎球場における初のナイター試合、高橋対西鉄戦ダブルヘッダーが行われ、第1試合は5対0で高橋、第2試合は3対2で西鉄が勝利している[17]。
- 6月12日 - 【MLB】ミルウォーキー・ブレーブスのジム・ウィルソン（英語版）が対フィラデルフィア・フィリーズ戦でノーヒットノーランを達成、スコアは2対0。
- 6月16日 - 近鉄パールス対東映フライヤーズ戦において、7回裏に近鉄の多田文久三の一塁後方へのフライのインフィールド判定を巡って紛糾、1時間23分の中断後、試合は4対2で東映が勝利したが近鉄は無効試合として提訴[20]。
- 6月27日 - 阪神の藤村富美男が甲子園球場での対巨人ダブルヘッダー第二試合の9回戦の一回裏に8号2点本塁打を打ちプロ通算1001打点となり、巨人の川上哲治に次ぐ通算1000打点を達成[21]。

### 7月
- 7月7日 - 広島カープの白石勝巳が対国鉄15回戦において、日本プロ野球史上初の通算1500試合出場を達成[22]。
- 7月8日 - 阪神の藤村富美男が大阪球場での対大洋15回戦で出場し、プロ通算1000試合連続出場を達成[23]。
- 7月10日
  - 阪急の梶本隆夫が対近鉄戦の6回、山本静雄、多田文久三、山下登に対し、日本プロ野球史上初の3者連続3球三振を記録[24]。
  - 国鉄の金田正一が対中日戦（中日）で日本プロ野球通算1000奪三振[18]。
- 7月11日 - 【MLB】ニューヨーク・ジャイアンツのドン・ミューラーがサイクル安打を達成。
- 7月14日 - パ・リーグ総裁の永田雅一は、さる6月16日の中日球場での近鉄対東映戦におけるインフィールドフライについて、8月10日の近鉄対東映の試合前にサスペンデッド・ゲームとして「七回裏、近鉄攻撃、無死、走者一、二塁（一塁走者山本八郎、二塁走者小玉明利）、打者多田文久三、ボールカウント2-2」より試合を再開すると発表[25]。
- 7月15日 - 西鉄の大下弘が対阪急戦（平和台）においてサイクル安打を達成、サヨナラ本塁打での達成は史上初[26]。
- 7月24日 - 後楽園で行われた国鉄対大洋松竹ロビンス戦が送電線の故障のためノーゲームとなる[27]。
- 7月25日
  - 大阪球場での阪神対中日13回戦の十回裏阪神の攻撃中、球審の判定に対する阪神側の抗議をきっかけに観客がグラウンド内に乱入して中断。再開後に、退場を宣告されていた藤村富美男が打席に入ろうとしたため再び紛糾して観客が乱入。収拾がつかない事態となり、審判団は午後10時55分、没収試合を宣告[28]。
  - 大映の坂本文次郎が桐生新川球場での対東映ダブルヘッダー第2試合の16回戦で、24日の対東映14回戦から10打席連続安打のプロ野球新記録を達成[29]。
- 7月31日 - セ・リーグは午後3時から銀座の紙パルプ会館にて阪神が25日の大阪球場での対中日13回戦で試合放棄を宣告された件の考査委員会を開き、監督の松木謙治郎に制裁金三万円、8月1日より5日間の出場停止。助監督の藤村富美男に制裁金5万円、8月1日から20日間の出場停止処分を課すと発表[30]。

### 8月
- 8月5日 - 都市対抗野球大会の2回戦の川崎トキコ対鐘淵化学戦においてトキコ先発の岡本教平がノーヒットノーランを達成[31]。
- 8月7日 - 近鉄の山下登が中日球場での対高橋9回戦に先発し、ノーヒットノーランを達成[32]。
- 8月8日 - 国鉄の安居玉一が川崎球場での対阪神18回戦でプロ通算1000安打を達成[33]。
- 8月9日 - 第25回都市対抗野球大会の決勝戦が後楽園球場で行われ、八幡市の八幡製鉄が東京都の全藤倉に5対2で勝利し、17年ぶり2回目の優勝を達成[34]。
- 8月15日
  - 巨人の広岡達朗が対国鉄戦ダブルヘッダー（浜松）において、2試合連続初回先頭打者本塁打を記録[35]。
  - 西鉄対南海戦（平和台）において、西鉄14安打、南海15安打の両軍毎回安打試合を記録。試合は6対4で西鉄が勝利[36]。
- 8月16日 - 南海の木塚忠助が対西鉄戦（平和台）において、日本プロ野球記録の1カ月ランニング本塁打2本を記録[37]。またこの試合では3回裏、白崎泰夫が登板するが初球を大暴投し、打者との対戦終了しないままに1球で交替。審判や記録員なども終了しないままに投手交替出来ないことに気づかないまま、南海が5対4で勝利している[38]。
- 8月18日 - プロ野球両リーグ実行委員会が午後3時から東京会館で行われ、「日本ワールドシリーズ」の呼称を本年から「日本選手権シリーズ」に改め略称を「日本シリーズ」とする事、球場を第1、2、6、7戦と第3、4、5戦に分ける事、などを決定[39]。
- 8月19日 - 南海の宅和本司が大阪球場での対毎日オリオンズ16回戦に先発し、延長10回2死までノーヒットノーランを続けるものの、呉昌征に初安打を許し、試合も1対0で毎日が勝利[40]。
- 8月22日 - 全国高等学校野球選手権大会の決勝戦が甲子園で行われ、愛知県の中京商が静岡県の静岡商に3対0で勝利し、 17年ぶり5度目の優勝を達成[41]。
- 8月26日 - 大映が後楽園球場での対南海17回戦に3-5で敗れ、パ・リーグ新記録の14連敗となる[42]。
- 8月28日 - 大映は後楽園球場での対西鉄16回戦に延長12回2-1でサヨナラ勝ちし、連敗を14で止める[43]。

### 9月
- 9月21日 - 南海が対西鉄戦（大阪）に4対3で勝利し日本プロ野球記録の18連勝達成。
- 9月22日 - 8月22日の対東映戦より18連勝中だった南海が対西鉄戦（大阪）で2対7で敗れ、1カ月ぶりの敗戦で連勝が止まる[44]。

### 10月
- 10月2日 - 【MLB】ワールドシリーズ第4戦がミュニシバル・パークにて行われ、ニューヨーク・ジャイアンツがクリーブランド・インディアンスに7-4で勝利し、21年ぶり5度目のワールド・チャンピオンとなる[45]。
- 10月4日 - 中日の杉山悟が対大阪戦（大阪）で日本プロ野球通算150本塁打[46]。
- 10月10日
  - 中日の杉下茂が対洋松戦（大阪）で日本プロ野球通算150勝[47]。
  - 東映対近鉄20回戦は東映が延長23回裏1対0でサヨナラ勝ち。延長23回はパ・リーグ新記録[48]。
- 10月14日 - 中日の杉下茂が対巨人戦（中日）で与那嶺要から球団史上初の日本プロ野球通算1000奪三振[47]。
- 10月19日
  - 巨人が後楽園球場での対阪神23回戦に4-5で敗れ、中日は球団創設以来初のセ・リーグ優勝を達成[49]。
  - 西鉄は平和台球場での対阪急20回戦に3-0で勝利し、球団創設初のパ・リーグ優勝を達成[49]。
- 10月25日 - 国鉄の金田正一が対洋松戦（後楽園）で日本プロ野球通算100勝[18]。
- 10月26日 - 甲子園球場での阪神対広島26回戦が行われ、セ・リーグは公式戦の全日程を終了[50]。
- 10月28日  - プロ野球の個人表彰選手の記者投票の開票が行われ、その結果、最高殊勲選手はセ・リーグが中日の杉下茂、パ・リーグは西鉄の大下弘、また最優秀新人はセが巨人の広岡達朗、パは南海の宅和本司、沢村栄治賞は中日の杉下が選出されたとコミッショナー事務局長の井原宏が発表[51]。
- 10月29日 - 川崎球場での毎日対高橋のダブルヘッダー19、20回戦が行われ、パ・リーグは全日程を終了[52]。

### 11月
- 11月7日 - 日本シリーズ第7戦が中日球場で行われ、中日が西鉄に1－0で勝利し、4勝3敗で初の日本一を達成[53][54]。
- 11月10日 - 新日本リーグの優勝決定戦が行われ、後期優勝の阪神ジャガーズが前期優勝の読売ジュニアジャイアンツを破り、2勝1敗で優勝[55]。
- 11月24日 - 大阪の監督に岸一郎が就任。

### 12月
- 12月11日 - 松竹が大洋松竹ロビンスの経営から撤退、大洋の単独経営となり、球団名も「大洋ホエールズ」となる[56]。また本拠地（保護地区）も大阪府（大阪球場）から神奈川県（川崎球場）に移転・変更された。
- 12月4日 - 高橋ユニオンズはチーム名を「トンボユニオンズ」に改称[5]。

## 誕生

### 1月
- 1月6日 - 中畑清
- 1月7日 - 松岡清治
- 1月8日 - 田尾安志
- 1月15日 - 大石友好
- 1月19日 - リチャード・ゲイル

### 2月
- 2月9日 - 平田薫
- 2月15日 - 山本和男

### 3月
- 3月7日 - 福島知春（+ 1995年）
- 3月8日 - 上水流洋
- 3月13日 - ランディ・バース
- 3月27日 - 香川正人（+ 2016年）

### 4月
- 4月3日 - 田野倉利男
- 4月5日 - 岩木哲
- 4月7日 - 木本茂美
- 4月16日 - 小川一夫
- 4月19日 - 水江正臣
- 4月25日 - ブーマー・ウェルズ
- 4月30日 - 釘谷肇

### 5月
- 5月11日 - 伊藤文隆
- 5月19日 - 池之上格
- 5月23日 - 金在博
- 5月27日 - 高代延博
- 5月30日 - 佐々木正行

### 6月
- 6月7日 - 木田勇
- 6月10日 - 小嶋正宣
- 6月14日 - 根本隆
- 6月19日 - 大宮龍男
- 6月20日 - 青木実

### 7月
- 7月3日 - 鈴木孝政
- 7月9日 - 田代富雄
- 7月10日 - 平田英之
- 7月23日 - 吉沢俊幸

### 8月
- 8月6日 - 新谷嘉孝
- 8月7日 - 中井康之（+ 2014年）
- 8月8日 - 松本匡史
- 8月10日 - 金城致勲
- 8月26日 - 益山性旭
- 8月29日 - 鳥原公二

### 9月
- 9月3日 - 島田誠
- 9月11日 - 佐藤義則
- 9月16日 - 三井雅晴
- 9月24日 - 仲根正広（+ 1995年）
- 9月27日 - 宮田典計
- 9月28日 - 田中昌宏

### 10月
- 10月2日 - 岡村隆則
- 10月3日 - デニス・エカーズリー
- 10月28日 - ゲーリー・レーシッチ

### 11月
- 11月3日 - 中出謙二
- 11月11日 - 徳山文宗
- 11月18日 - 森繁和

### 12月
- 12月20日 - 高橋正巳
- 12月24日 - 木山英求
- 12月26日 - オジー・スミス
- 12月26日 - 菊地恭一

## 死去
- 1月5日 - ラビット・モランビル（* 1891年）
- 5月22日 - チーフ・ベンダー（* 1884年）
- 10月19日 - ヒュー・ダフィー（* 1866年）